# アルシノエ姫の救出
『アルシノエ姫の救出』（英: The Deliverance of Arsinoe）は、イタリア、ルネサンス期のヴェネツィア派の巨匠ティントレットによる1555年から1556年の絵画である。現在ドレスデンのアルテ・マイスター絵画館に所蔵されている。紀元前48年にアレクサンドリアに到着したガイウス・ユリウス・カエサルが、アルシノエ4世 (アルシノエ姫) の異母姉妹で古代エジプトのプトレマイオス王朝の女王クレオパトラ7世の側に立った後、アレクサンドリアから逃亡したアルシノエ4世を表している。